# 金城武の樹
金城武の樹（かねしろたけしのき、中国語: 金城武樹）は台湾台東県池上郷の農道伯朗大道上にあるアカギ（現地名：茄苳樹）の木。

## 概要
池上郷の台湾省道台9線（花東公路）につながる郷道東6線から分岐する伯朗大道上にある。
2013年6月から開始されたエバー航空の広告で金城武がこの木の下で茶を飲むシーンがインターネット・ミームを巻き起こし
、
「金城武の樹」と呼ばれるようになった。
伯朗大道の著名なランドマークとなり、無数の観光客が一帯を巡礼するようになった。観光面での経済効果は年間約5億ニュー台湾ドルに達しているが、観光客の増加でゴミの散乱や農作物が踏み荒らされるなどの観光公害に晒され、耐えかねた当地の農民が木の切除を考えるまでになっていた。
2014年7月23日、平成26年台風第10号（アジア名：マットゥモ）の襲来で倒れてしまった。
エバー航空と台東県政府が日本の樹医に往診を要請、治療を経て復元されているが、その後も観光客のマナーが問題視され、移転を求める声が上がっている。
|                                            |                                     |
| 台風被害後に 治療された樹 (2014年10月11日) | ヤカンのオブジェ除幕式 (2014年11月) |

## 沿革
1970年代に池上郷の住民が農地のそばに植樹、家畜の乳搾りの準備作業や休息時にこの場所を使うようになった
- 2013年

6月、エバー航空の『EVA Air I SEE YOU』広告で金城武がこの木の下で涼んで茶を飲むシーンがオンライン上で話題となり、『金城武樹』、『奉茶樹』などと呼ばれるようになった。
8月、エバー航空は休日にこの木で客室乗務員による茶の提供を開始した
- 2014年

7月23日、台風により木が倒れる。7月25日、池上郷公所とエバー航空は日本の樹医に治療を要請した。2名の樹医が現地を訪れ、治療のあとに元の場所に再植樹された
11月、観光客向けに木の下にCMを連想させるヤカンのオブジェが設置され、除幕式には董事長の張國煒（当時）を含む従業員も出席した
- 2015年

11月27日、日本の樹医により4度目の往診が行われ、回復ぶりが確認された。
- 2016年

夏と秋に2年間の回復ぶりが報道された。
- 2017年

12月27日、枝が枯れはじめたことから、日本から樹医が5度目の往診を行った。土壌の乾燥が原因で、セメントを除去し土壌を入れ替えるなど根元の硬さを緩和する治療がなされた
- 2018年

7月4日、台東県政府が主催した「台東で必ず行きたい観光地TOP10」のインターネット投票で金城武の樹が首位となった

## 各地の金城武樹
|                |        |                |                |                |
| 埔里版金城武樹 | 竹山版 | 台中（南屯）版 | 台中（烏日）版 | 宜蘭（南澳）版 |

池上の木が一大観光地となったことで、他県市でも似た木を「ご当地版金城武の木」として一般人がSNSで共有したり、自治体レベルで売り込みを図る事例が相次いでいる。
南投県埔里鎮でも樹齢約50年のガジュマルの木がT字路の中央に位置し、雰囲気が似ていると話題になった。実際に『埔里金城武樹』と書かれた案内板が設置されたが、「実際に金城武や蔡依林が来たわけでもない」と安直な命名に疑問を呈し、別名をつけるよう要求する声もあった。
同県竹山鎮では鎮公所が中和里の水田に立つ木を「竹山版金城武樹」として売り込みを図っている。

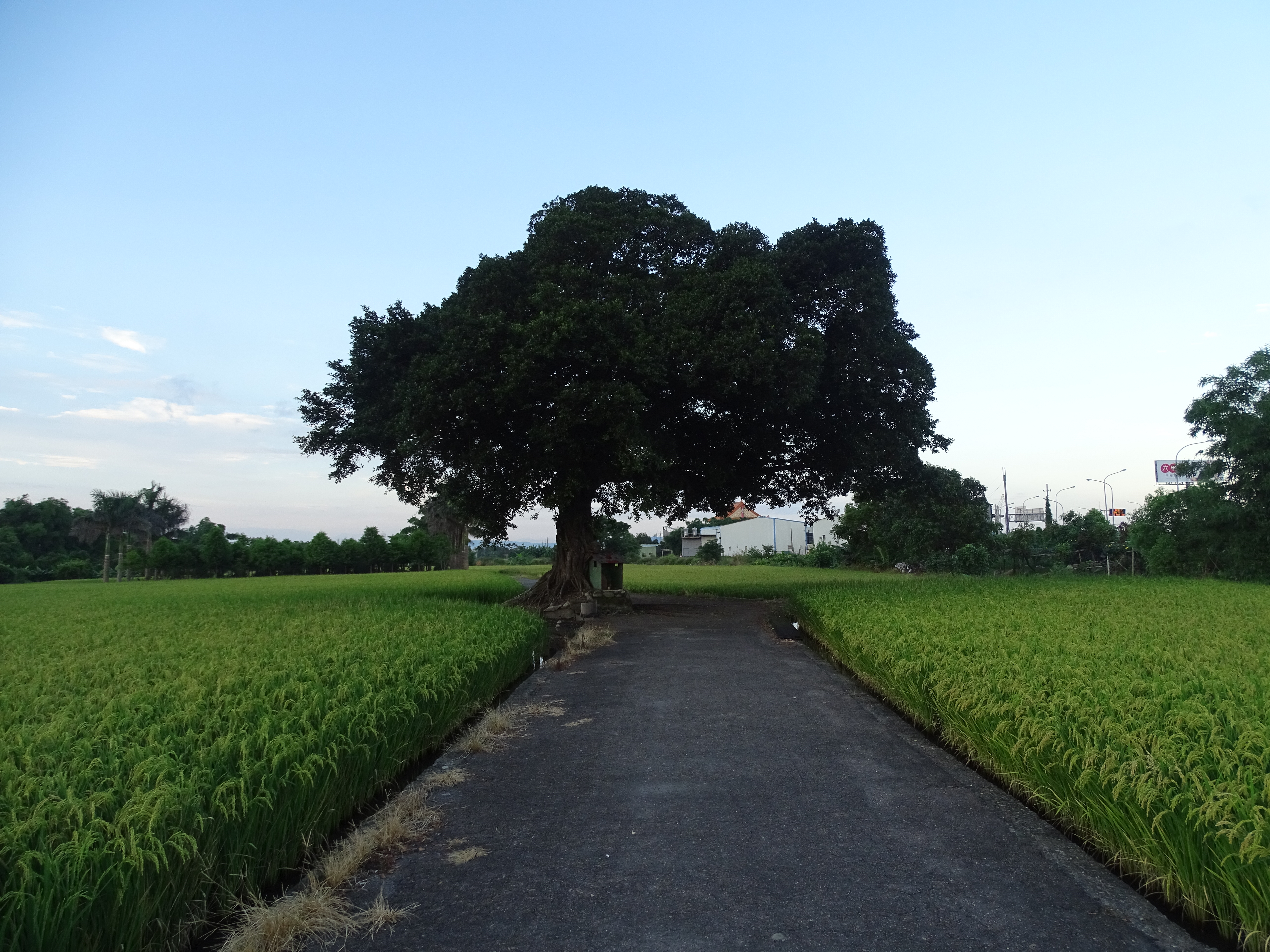
台中市南屯区の青榕公「台中金城武樹」

台中市でも南屯区のガジュマル「青榕公」や、烏日区学田里で自生する木を台中版として標識の設置を検討するなど行政が動きをみせている。
宜蘭県蘇澳鎮の南澳渓の河口付近の農地には樹齢10年のクスノキがあり、「大南澳版金城武樹」と呼ばれている。

### パロディ
2014年中華民国統一地方選挙で彰化県長候補だった林滄敏は、ロケ地以外はエバー航空CMの金城をほぼ再現したプロモーションビデオを発表した。
2019年、台中市の飲料メーカー維他露食品が自社ブランド「御茶園」のCMに金城を起用した。ロケ地はタイ王国だったが、エバーのCM同様に木の下で茶を飲むシーンが盛り込まれていたことがまた話題を呼んだ。